# ردهة غولد كوست
ردهة غولد كوست (بالإنجليزية: Gold Coast Lounge)‏، هو فيلم دراما غاني صدر سنة 2020، وهُو من إخراج باسكال أكا وإنتاج إيسي يامواه.

## القصة
تُبلغ عائلة إجرامية بأن قُوات الأمن تُخطط للقبض عليها.

## طاقم التمثيل
- باسكال أكا.
- راكيل آماه.
- فريد نيي أموجي.
- أدجيتي أنانغ.
- أكوفا إدجيني أسيدو.
- غيديون بواكي.
- ألفونس مينيو.
- سينا سول.
- زينيل زوه.

## روابط خارجية
- ردهة غولد كوست على موقع IMDb (الإنجليزية)
- ردهة غولد كوست على موقع روتن توميتوز (الإنجليزية)
- ردهة غولد كوست على موقع قاعدة بيانات الفيلم (الإنجليزية)
- ردهة غولد كوست على موقع ليتربوكسد (الإنجليزية)